# 同狔上省
同狔上省（越南语：／），又作仝狔上省，是越南西原的一個歷史省份，今屬於林同省。

## 名稱
同狔上省的法文名稱為，因此又譯作“上同狔省”、“上同奈省”、“呼同狔省”、“同奈上省”。

## 歷史
1899年11月1日，全權府在西原南部的林園高原同狔江上游設立同狔上省，省蒞設在夷靈。
成泰十三年（1901年），阮朝朝廷在同狔上省增設夷靈府和性靈縣。
1903年9月11日，全權府撤銷同狔上省，設立夷靈代理座，劃歸平順省管轄。
1916年1月6日，全權府在夷靈和多樂設立林園省。
1920年10月31日，全權府撤銷林園省，一部分劃歸大叻市社，剩餘部分重新設立同狔上省，省蒞設在夷靈，阮朝朝廷在同狔上省設一員管道。
1928年，同狔上省將省蒞遷至大叻市社。
1941年1月8日，全權府重新設立林園省，省蒞設在大叻市社。同狔上省省蒞遷回夷靈。
1950年，越南国国长保大成立皇朝疆土，同狔上省被纳入其中。
1951年2月22日，越南民主共和國政府將林園省和同狔上省合併為林同省。
1957年6月，越南共和國政府將林園省和同狔上省合併為林同省。